# Megáride
Megáride (en griego antiguo, Μεγαρίς) fue un pequeño pero populoso estado de la Antigua Grecia, al oeste del Ática y al norte de Corintia, cuyos habitantes eran gente de mar muy aventureros. 
Su capital, Megara, es famosa por su mármol blanco y arcilla fina. Fue el lugar de nacimiento de Euclides. Los montes Gerania dominan el centro de la región. La isla de Salamina estuvo originalmente bajo el control de Megara, antes de que se perdiera en favor de Atenas a finales del siglo VII a. C.

Mapa de regiones de la Antigua Grecia

## Provincia
La provincia de Megáride o Megárida (en griego, Επαρχία Μεγαρίδας o Μεγαρίδα) fue una de las provincias de la unidad periférica de Ática Oriental. Su territorio se correspondía con la de los actuales municipios de Aspropyrgos, Eleusis, Mandra-Eidyllia y Megara. Fue suprimida en 2006.